# アルマン・ダヴィド
アルマン・ダヴィド（Armand David、1826年9月27日 – 1900年11月10日）は、フランスの宣教師、博物学者である。中国で博物学調査を行い、ジャイアントパンダの存在をヨーロッパに報じた人物である。

## 生涯
フランス南西部ピレネー＝アトランティック県のバイヨンヌ近くのバスク人の村に生まれた。1848年にカトリックのヴィンセンシオの宣教会に入会したときには自然科学に対する興味を持っていた。1862年に司祭になり、その後すぐに北京に派遣されると、自然史博物館のための動物、植物、鉱物や化石の標本を集めた。フランス政府の依頼でパリに送られた標本は注目を集めた。パリ植物園は、より多くの標本収集のために中国各地の採集旅行を依頼した。それまでヨーロッパで知られていなかった動物や植物の標本は、生物の系統的研究や種の地理的な分布の研究に重要な資料となった。
1888年4月にパリで開かれたカトリックの国際学術大会で発表された報告では、中国で200種の哺乳動物を発見し63種が新種であり、鳥類は807種の発見のうち65種が新種であった。爬虫類、両生類、魚類の膨大な標本を研究のため専門家に送り、大量の昆虫の標本はパリ植物園に送られた。植物資料にも52の新種が発見された。
特筆されるダヴィドの発見はシフゾウと四川省宝興県でのジャイアントパンダの発見で、シフゾウは当時すでに中国皇帝の狩猟用庭園で飼育されていた個体を除いて絶滅したとされていたが、標本を確保することに成功しヨーロッパに送った。1869年に中国とチベットの境界領域の四川省に入り、地元の猟師が持っていたパンダの毛皮を欧米人として初めて発見し、後に国立自然史博物館に毛皮と骨などを送った。